# Leroy S. Palmer
Leroy Sheldon Palmer (Rushville, 23 de marzo de 1887-Minnesota, 8 de marzo de 1944) fue un químico y profesor estadounidense, experto en productos lácteos y nutrición.
Tras estudiar Ingeniería Química en la Universidad de Misuri, donde se doctoró en 1913, fue profesor en las universidades de Misuri y Minnesota. Fue uno de los pioneros en la introducción de la cromatografía de adsorción para el estudio de sistemas biológicos. Fue autor de obras como Carotinoids and related pigments. The chromolipoids (Chemical Catalog Co., 1922) o Laboratory Experiments in Dairy Chemistry (John Wiley & Sons, 1926), entre otras. En 1939 se le concedió el Premio Borden.